# Пегоньяга
Пегоньяга, Пеґоньяґа (італ. Pegognaga) — муніципалітет в Італії, у регіоні Ломбардія, провінція Мантуя.
Пегоньяга розташована на відстані близько 370 км на північ від Рима, 140 км на схід від Мілана, 19 км на південь від Мантуї.
Населення — 7218 осіб (2014).
Щорічний фестиваль відбувається 10 серпня. Покровитель — святий мученик Лаврентій.

## Демографія
Населення за роками:

Станом на 1 січня 2023 року в муніципалітеті офіційно проживало 720 іноземців з 40 країн, серед них 78 громадян країн Євросоюзу та 7 громадян України.

## Сусідні муніципалітети
- Гонцага
- Молья
- Моттеджана
- Сан-Бенедетто-По
- Суццара